# ラグーザ玉

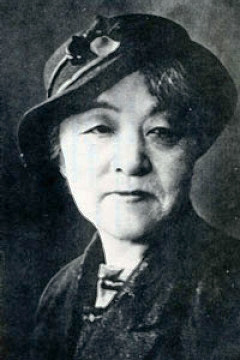
ラグーザ玉

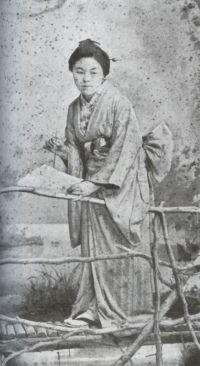
若い頃の玉

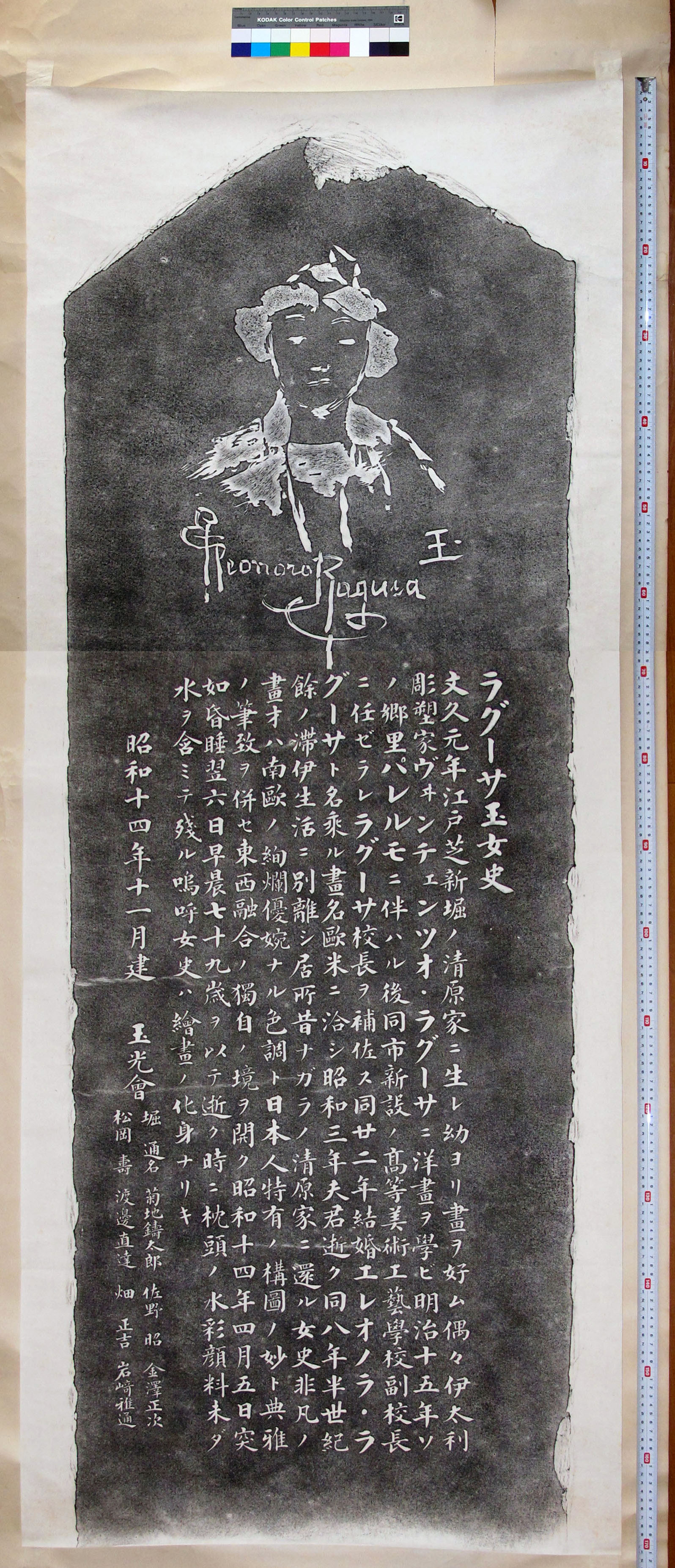
ラグーサ（ラグーザ）玉　顕彰石碑の拓本

ラグーザ・玉（ラグーザ・たま、1861年7月17日〈文久元年6月10日〉 - 1939年〈昭和14年〉4月6日）は、日本の女性画家。旧姓清原、幼名多代。ラグーザお玉とも表記される。また西洋名はエレオノーラ・ラグーザ（Eleonora Ragusa）。夫は彫刻家のヴィンチェンツォ・ラグーザ。なおイタリア語　Ragusa の発音は、シチリア地方では「ラグーサ」となり、本人もそう名乗っていたという。

## 略歴
1861年7月17日（文久元年6月10日）、江戸の芝、新堀の清原生まれ。旧姓は清原。父は定吉、母はかね。姉はお千代。芝金杉の植木屋の次女で、幼名を多世（たよ）といい、自ら多代とも記した。
若い頃から「エイシュウ」という人に師事したといわれ日本画、西洋画を学んだ。永寿と号す。1877年、工部美術学校で教鞭をとっていた彫刻家のヴィンチェンツォ・ラグーザと出会い、西洋画の指導を受けた。また玉はヴィンチェンツォの作品のモデルも務めた。金杉小町と呼ばれ、ラグーザからモデルを乞われたのがきっかけとされる。
1880年に20歳上のヴィンチェンツォと結婚。2年後の1882年に、夫婦でイタリアのパレルモに渡行し、パレルモ大学美術専攻科に入学、サルバトーレ・ロ・フォルテに師事した。渡伊には玉の兄夫婦も同行した。1884年には、ヴィンチェンツォがパレルモに工芸学校を開設し、玉は絵画科の教師を務めた。
また画家としても、パレルモやモンレアーレ、シカゴなど各地の美術展や博覧会で受賞するなど、高い評価を得ていた。近年の研究では、これらの受賞歴などには疑義もあるという。
1927年に、夫のヴィンチェンツォと死別。東京美術学校にヴィンチェンツォの遺作を多数寄贈し、1933年、甥・繁治郎の娘・初枝とともに、51年ぶりに日本に帰国した。帰国後は画業に集中した。
1939年4月5日、東京府東京市芝区（現在の東京都港区芝）の甥の家で脳溢血を起こし、翌6日に急逝。享年79。
清原家の墓と「ラグーサ玉」顕彰碑は麻布長玄寺にある。

## 主な展覧会
帰国後唯一の個展は、1933年11月13日から銀座伊東屋で「ラグーザお玉夫人絵画展覧会」であった。
没後の1939年5月25日から30日まで、日本橋高島屋で「ラグーザお玉夫人遺作展覧会」が開催された。
- 1983年「ラグーザお玉展」（丸の内画廊）
- 1986年「ラグーザ玉展」（小田急新宿店グランドギャラリー、ほか）

## 人物
幼少の頃に残る最初の記憶としては、筋向かいにある薩摩藩邸が焼き討ちに合った際、屋敷から逃げ出した人々が自分の家に逃げ込まないか父親が見回っていたことを挙げている。また、蝿の羽化を初めてみた際、珍しさから三時間ほど眺めていた。
信心家である父が自宅の庭に稲荷様を祀っており、お玉がイタリアから帰国した後も祭りが絶やされていないことを見て、『欧化日本の片隅に、こうした昔のままの信仰心が残っているのは、何より嬉しい事でありました。』と語っている。
自宅近くにある龍和学校へ姉のお千代と入学。読書と算盤を習っている。その際、史略の筆写をしている。また、周興嗣の「千字文」をそらんじ、その逸話に感心して、座右の銘のように心掛けていると語っている。その逸話とは、周興嗣が勅をかしこみ、一夜にして千字の韻文を作り上げたが、朝になって奥さんが鏡をもって書院に入り、周興嗣に顔をうつして見せると、髪が一夜のうちに真っ白になっていたというものである。学校に通う前から絵に興味を持っており、絵本や草双紙の模写している。入学後、絵のお師匠さんへ習いに行っており、学校を卒業した後も続けている。

## 作品
- 「聖女ロザリア祭」（1889年頃、ピトレ美術館）
- 「春」（1912年頃、東京藝術大学）
- 「エロスとサイケ」（1912年頃、東京国立博物館）
- 「ラグーザ肖像」（1920年、東京藝術大学）
- 「日本の村の娘たち」（1925年、パレルモ近代美術館）

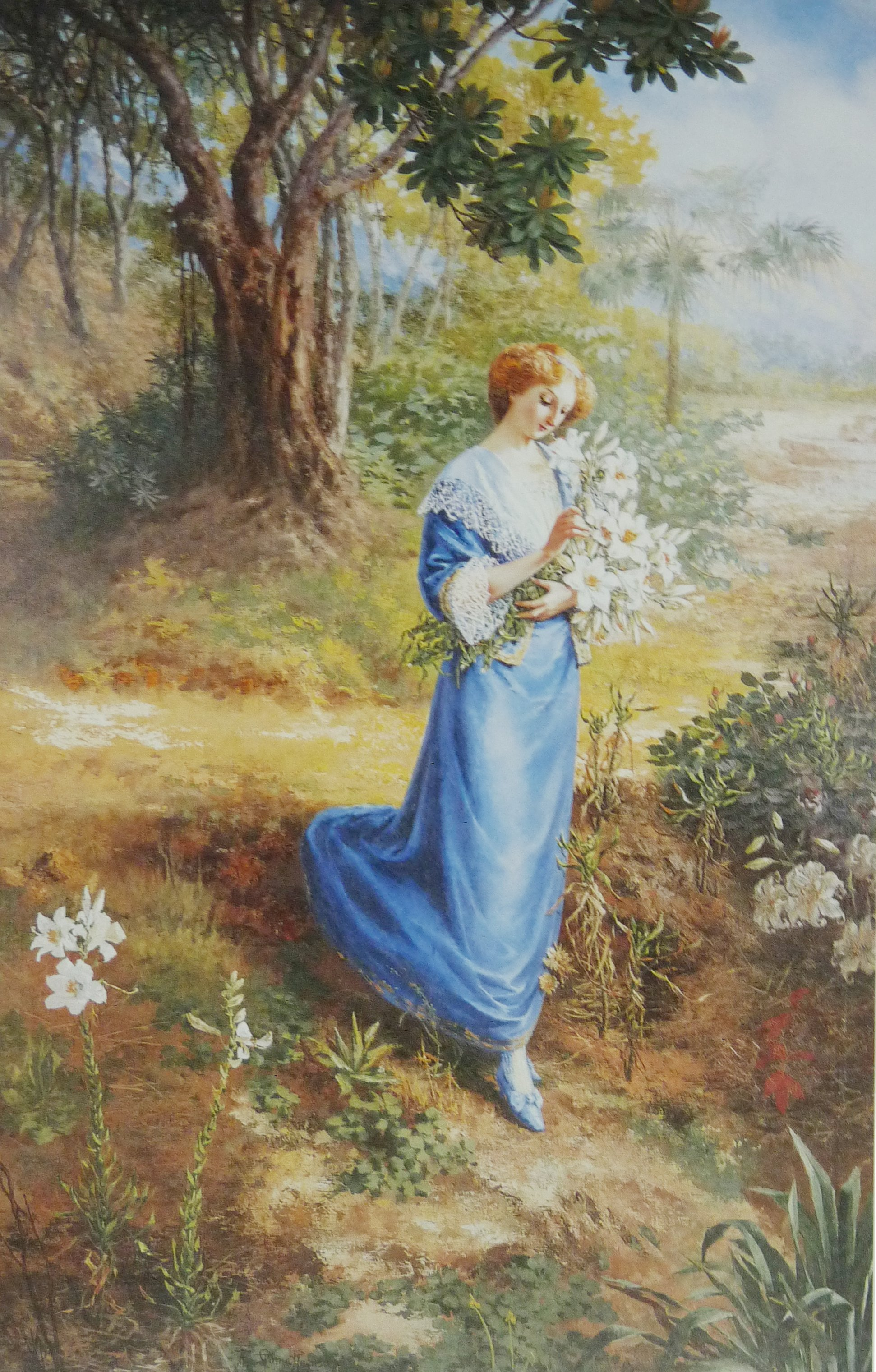
「春」（1912年頃）
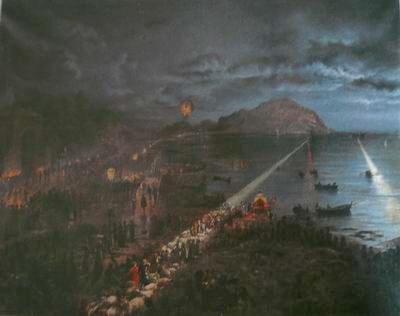
「聖女ロザリア祭」（1889年頃）
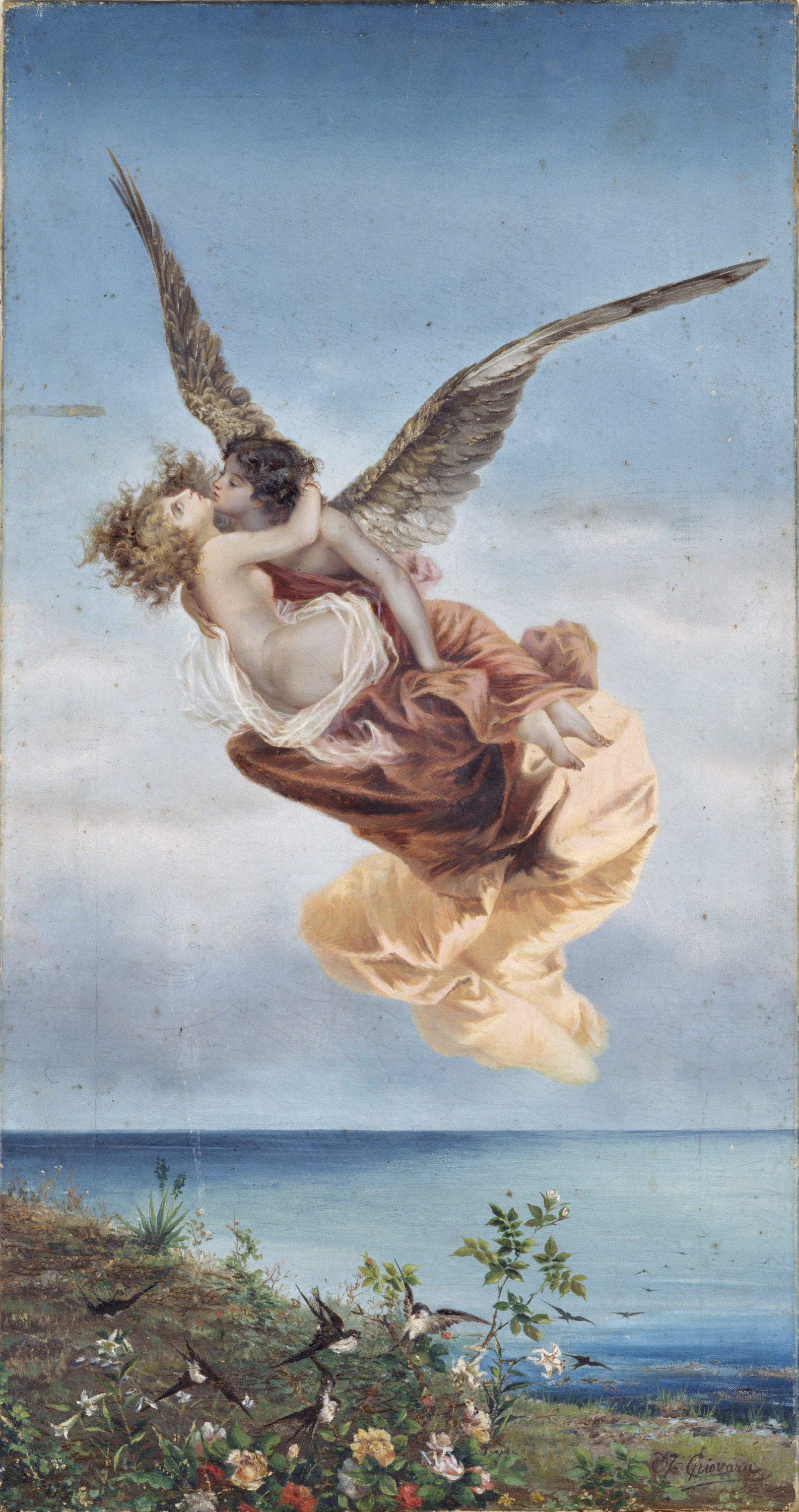
「エロスとサイケ」（1912年頃）